# Snowboard all'XI Festival olimpico invernale della gioventù europea
Le gare di snowboard all'XI Festival olimpico invernale della gioventù europea si sono svolte dal 19 al 21 febbraio 2013 sulla pista Clăbucet di Predeal in Romania.
Il programma si è composto di quattro gare.

## Podi

### Ragazzi
| Evento                       | Oro                 | Punti | Argento           | Punti | Bronzo           | Punti |
| Snowboard cross (dettagli)   | Jérôme Lymann       |       | Luca Hämmerle     |       | Sandro Perrenoud |       |
| Gigante parallelo (dettagli) | Vladislav Škurichin |       | Oskar Kwiatkowski |       | Jure Retuznik    |       |

### Ragazze
| Evento                       | Oro              | Punti | Argento             | Punti | Bronzo             | Punti |
| Snowboard cross (dettagli)   | Juliette Lefevre |       | Francesca Gallina   |       | Katharina Neussner |       |
| Gigante parallelo (dettagli) | Elisa Profanter  |       | Carolin Langenhorst |       | Michelle Dekker    |       |

## Medagliere
| Pos.   | Paese       | Oro | Argento | Bronzo | Totale |
| ------ | ----------- | --- | ------- | ------ | ------ |
| 1      | Italia      | 1   | 1       | 0      | 2      |
| 2      | Svizzera    | 1   | 0       | 1      | 2      |
| 3      | Francia     | 1   | 0       | 0      | 1      |
| 3      | Russia      | 1   | 0       | 0      | 1      |
| 5      | Austria     | 0   | 1       | 1      | 2      |
| 6      | Germania    | 0   | 1       | 0      | 1      |
| 6      | Polonia     | 0   | 1       | 0      | 1      |
| 8      | Paesi Bassi | 0   | 0       | 1      | 1      |
| 8      | Slovenia    | 0   | 0       | 1      | 1      |
| Totale | Totale      | 4   | 4       | 4      | 12     |